# Liste der Monuments historiques in Lanrivoaré
Die Liste der Monuments historiques in Lanrivoaré führt die Monuments historiques in der französischen Gemeinde Lanrivoaré auf.

## Liste der Bauwerke
| Bezeichnung | Beschreibung | Standort              | Kennzeichnung | Schutzstatus | Datum | Bild |
| ----------- | ------------ | --------------------- | ------------- | ------------ | ----- | ---- |
| Calvaire    |              | (Lage)                | PA00090063    | Inscrit      | 1930  |      |
| Tumulus     |              | Neven (Lage)          | PA00090064    | Inscrit      | 1964  |      |
| Tumulus     |              | Route de Brest (Lage) | PA00090065    | Inscrit      | 1963  |      |

## Liste der Objekte
- Monuments historiques (Objekte) in Lanrivoaré in der Base Palissy des französischen Kultusministeriums